# ハン・ドンピョ
ハン・ドンピョ（朝鮮語: 한동표）は、在米韓国人の科学者。ソウル特別市生まれ。
アイオワ州立大学助教授を2013年に退職。HIVワクチン研究の実験結果をでっち上げ、アメリカ国立衛生研究所から1900万ドル（約23億円）の研究費を受け取っていたことが発覚した。2015年7月1日に、懲役4年6月の実刑判決と750万ドル（約9億2000万円）の返還命令を受けた。

## 参照
1. ↑  パク・コンヒョン記者 (2015年7月3日). “研究費1000万ドル詐取の在米韓国人に実刑”. 朝鮮日報 2015年7月4日閲覧。
2. ↑  “ドンピョウ・ハン（Dong-Pyou Han）（米） | 研究者倫理”. 研究倫理（ネカト、研究規範）.   白楽ロックビル (2015年2月25日). 2019年8月12日閲覧。
3. ↑  “韓国人元教授に懲役刑、米大学でエイズワクチンの研究結果を操作＝「ここ20年で最悪のねつ造事件」―中国メディア”. Record China. (2015年7月3日) 2015年7月4日閲覧。